# 岡山学院大学
岡山学院大学（おかやまがくいんだいがく、英語: Okayama Gakuin University）は、岡山県倉敷市有城787に本部を置く私立大学。1951年創立、2002年大学設置。大学の略称は学院大（主に県内）。 系列校に岡山短期大学がある。

## 建学の精神
- 自律創生
- 信念貫徹
- 共存共栄

## 沿革
- 1951年 岡山県浅口郡六条院町（現浅口市）に岡山女子短期大学を開学。
- 2002年 岡山学院大学開学。人間生活学部、食物栄養学科及び生活情報コミュニケーション学科を設置。
- 2004年 生活情報コミュニケーション学科を人間情報学科に名称変更。
- 2007年 キャリア実践学部キャリア実践学科を設置。
- 2012年 キャリア実践学部キャリア実践学科を廃止。
- 2025年 人間生活学部をデジタル生活学部に、食物栄養学科をフードマネジメント学科に変更予定。 当初はデジタルメディア学科の設置を申請していた。

## 学部・学科
令和6年度入学生まで
- 人間生活学部
  - 食物栄養学科

令和7年度入学生から
- デジタル生活学部（仮称）
  - フードマネジメント学科

## 関連校
- 岡山短期大学
- おかやま山陽高等学校